# Breitenhof (Breitenbrunn)
Breitenhof ist seit der Eingemeindung am 1. Juli 1935 ein Ortsteil von Breitenbrunn/Erzgeb. im sächsischen Erzgebirgskreis.

## Geschichte

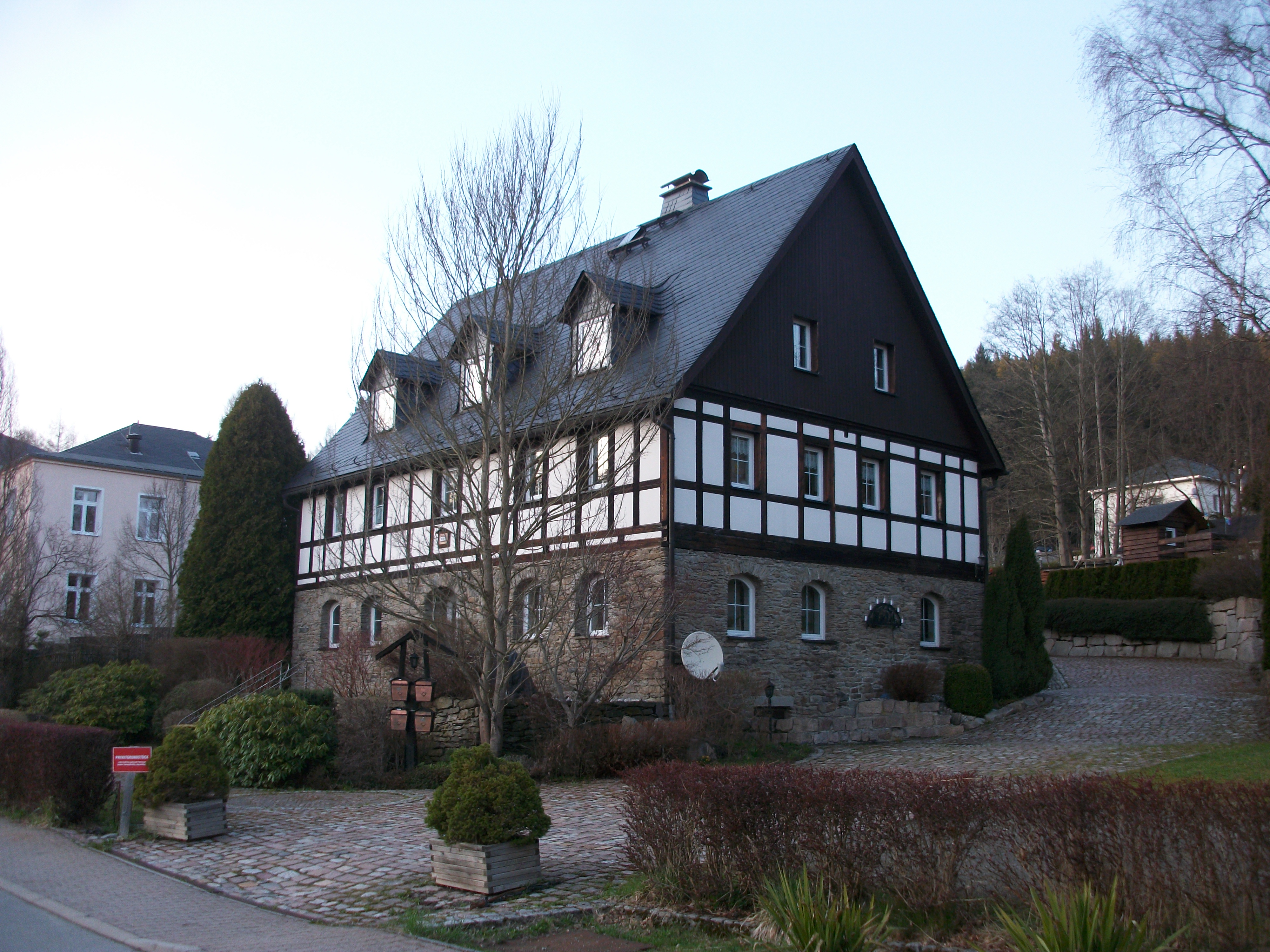
Hammergut Breitenhof, Schichtmeisterhaus

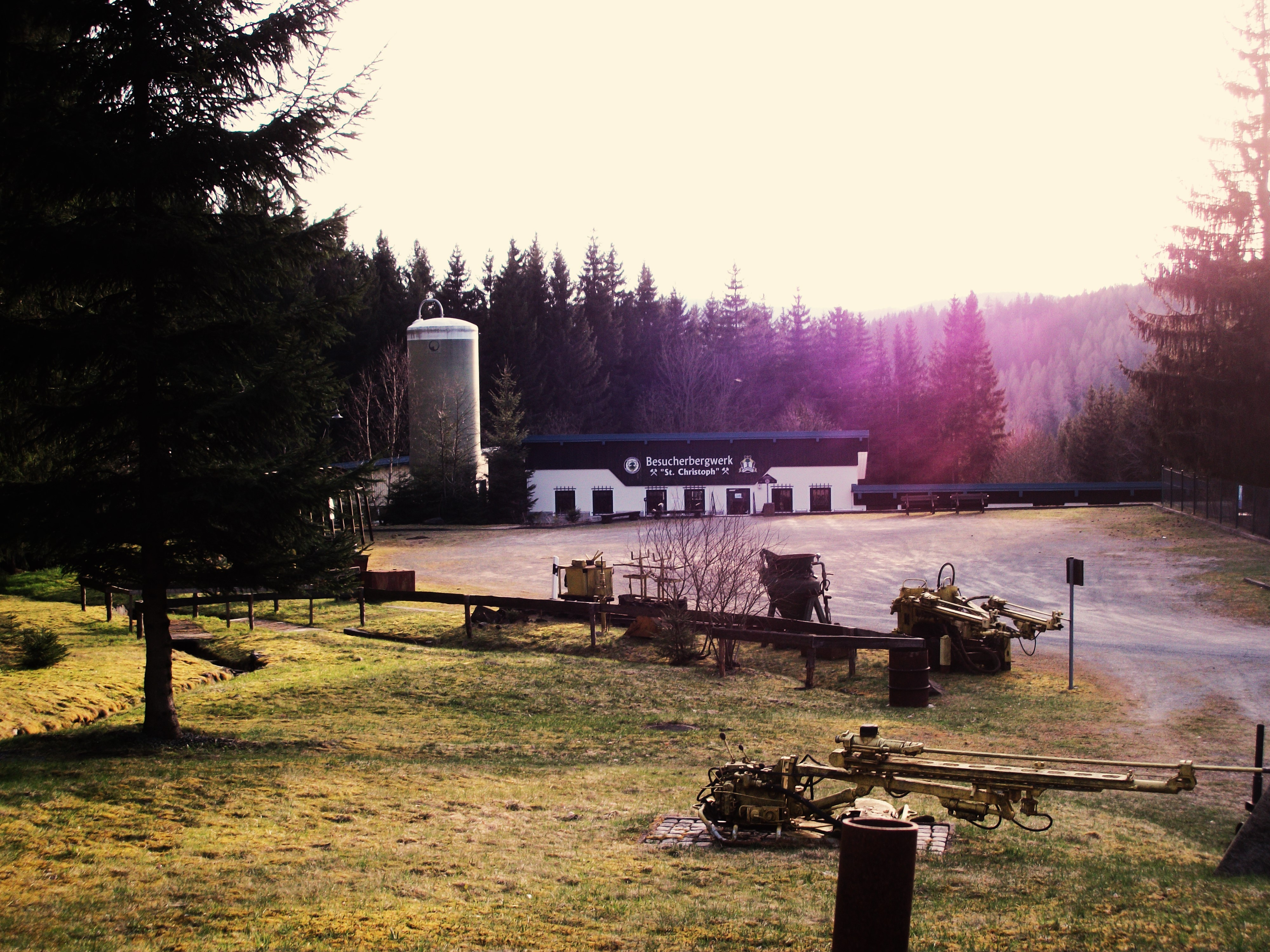
Besucherbergwerk St. Christoph (Breitenbrunn/Erzgeb.)

Breitenhof war ursprünglich ein amtssässiges, unbeschocktes Hammergut mit Hammerwerk im Kreisamt Schwarzenberg im Erzgebirgischen Kreis, am Schwarzwasser, 1 ½ Stunde südlich von Schwarzenberg gelegen. 
Das Hammerwerk soll laut Leonhardis 1788 in Druck erschienenen Erdbeschreibung der Churfürstlich- und Herzoglich-Sächsischen Lande 1570 durch böhmische Einwanderer aus der Bergstadt Platten angelegt worden sein. Zu dieser Zeit ließen die Brüder Hans und Christoph Müller von Berneck entsprechend der ihnen 1569 durch Kurfürst August erteilten Konzession auch eine Vitriol- und Schwefelhütte für ihre Grube St. Christoph anlegen. Der Hammerherr Coith, der als Gewerke der Grube maßgeblich an ihrem Niedergang beteiligt war, ließ in der Mitte des 18. Jahrhunderts die verfallene Hütte neben dem Hammerwerk abtragen und eignete sich die Hüttenstatt und den zugehörigen St. Christopher Zechenwald an. Das Hammerwerk mit der sehr beträchtlichen Ökonomie gehörte seit dem zweiten Drittel des 18. Jahrhunderts der Familie von Elterlein, das auch die Erbgerichte darüber besaß und vergeblich versuchte, den St. Christopher Zechenwald im Eigentum zu halten. Das Hammergut bewohnten einschließlich der Zubehörungen etwa 200 Menschen. Der Hammer selbst bestand aus zwei Hohenöfen, einem Stab- und zwei Blechfeuern sowie einem Zinnhaus. Der Hochofen zu Schwefelhütte war zuvor eingegangen und mit königlicher Erlaubnis hierher verlegt worden.
1883 wurde Breitenhof an die Eisenbahnlinie von Schwarzenberg nach Johanngeorgenstadt angeschlossen.

## Persönlichkeiten
- Hieronymus Müller von Berneck (1598–1669), Hammerherr
- William Tröger († 1875), Berggeschworener, bis 1847 am Eisenhüttenwerk Breitenhof beteiligt
- Karl Biedermann (1812–1901), Politiker, Publizist und Professor für Philosophie, wuchs hier auf
- Eugen Holtzmann (1848–1901), Papierfabrikant und Hammergutsbesitzer in Breitenhof und Politiker (NLP), MdR